# São Marcos da Ataboeira
Pour les articles homonymes, voir São Marcos (homonymie).
São Marcos da Ataboeira est une paroisse civile portugaise (en portugais : freguesia) de la municipalité de Castro Verde dans le district de Beja.

## Géographie
La paroisse est située à l'est de Castro Verde sur la route de Mértola, municipalité limitrophe de São Marcos da Ataboeira .

## Démographie
Lors du recensement de 2021, São Marcos da Ataboeira compte 260 habitants. C'est ainsi la paroisse la moins peuplée de la municipalité de Castro Verde.